# Тельников, Владимир Иванович
Влади́мир Ива́нович Те́льников (30 января 1937, Ленинград, СССР – 17 мая 1998, Лондон, Великобритания) — советский диссидент, публицист и литературный переводчик. Впервые перевёл на русский язык роман-антиутопию Уильяма Голдинга «Повелитель мух».

## Биография
Родился 30 января 1937 года в Ленинграде.
В 1956–1957 годах учился на физическом факультете ЛГУ имени А. А. Жданова. Во время учёбы, в конце 1956 года, стал участником подпольной студенческой группы «Союз коммунистов-ленинцев» и в январе 1957 года принял участие в обсуждении подготовленных В. И. Трофимовым политической программы и устава группы, предложив вместе с Б. Х. Хайбулиным альтернативную программу. Во время Венгерского восстания 1956 года занимался распространением в ленинградских учебных заведениях листовок в его поддержку. 20 июня 1957 года был арестован и 19 сентября 1957 года Ленинградским городским судом по статьям 58-10 ч. 1 и 58-11 УК РСФСР приговорён к 6 годам заключения в исправительно-трудовой колонии, отбывая вплоть до июня 1963 года срок во Владимирской тюрьме и Дубравлаге.
В 1963–1971 годах проживал в Москве, где работал учителем средней школы и занимался переводами с английского языка. В том числе выполнил первый перевод на русский язык романа-антиутопии Уильяма Голдинга «Повелитель мух», который выходил частями в журнале «Вокруг света» в № 7-11 за 1969 год. 
В 1968–1970 года выступил в качестве одного из составителей и распространителей подпольного диссидентского бюллетеня «Хроника текущих событий». 
В ноябре 1971 года эмигрировал из СССР в Израиль, а затем переехал на постоянное место жительства в Великобританию, где работал в лондонской редакции радио "Свобода" и Би-би-си, а также публиковался в британской печати.
Умер 17 мая 1998 года в Лондоне. Похоронен на кладбище Ганнерсбери.

## Отзывы
А. И. Солженицын отметил в «Угодило зёрнышко промеж двух жерновов»:
 Владимир Тельников, бывший, уже послевоенный, зэк, с начала 70-х работавший на Би-би-си, — много написал из задуманной им работы по русской истории XIX века. Однако, по эмигрантским трудным жизненным обстоятельствам, она не была доведена до последней редакции.
И. Я. Габай в письме к жене Тельникова отметил:
 Я с большим удовольствием почитал перевод Володи. Хотя и фантастика — жанр для меня чужеватый, и Воннегут даже романом не пленил меня, — всё равно я испытал радостное чувство. Прежде всего, сам факт появления Володиного имени в октябре этого года. Во-вторых, очень меня впечатлила стилистическая чистота и словесная точность — думаю, что это целиком переводческая заслуга. Ну, и сама мысль Воннегута традиционным как раз гуманизмом близка мне. Передай все это Володе с самыми моими теплыми словами и пожеланиями. 
Сидевший вместе с Тельниковым диссидент В. В. Садовников вспоминал:
 В хороших отношениях я был и с ярким представителем общедемократического мировоззрения Владимиром Ивановичем Тельниковым, сыном генерала и очень талантливым полемистом. В лагере он был, пожалуй, самым активным пропагандистом либерально-демократических идей. На 17-м, ввиду относительно небольшого и однородного состава, сложилась традиция своеобразной идейной борьбы за любого прибывающего по этапу нового заключённого. Каждое из двух основных конкурирующих направлений, условно говоря — демократическое и патриотическое, старалось перетянуть новичка на свою сторону, для чего с ним активно велась “идеологическая работа” в форме бесед. Со мной такие беседы наиболее настойчиво с демократической стороны проводил Владимир Тельников, а с патриотической — Юра Машков.
По сути дела, оба противоположных воззрения, представляемых Володей и Юрой, являлись весьма точным и коррелятивным прообразом современного идейного противостояния “демократов” и “патриотов”, или “ западников” и “почвенников”…
 […] 
В отличие от Юры, Володя главный упор делал на права человека и общечеловеческие ценности. По его мнению, не было существенной разницы между коммунизмом и фашизмом, так как они являлись общей тоталитарной реакцией на современную западную демократию. Тоталитаризм же для него был каким-то иррациональным рецидивом мрачного средневековья. Войну между гитлеровской Германией и сталинским СССР Володя оценивал как схватку двух равноценных хищников, одинаково стремящихся к мировому господству, но всё-таки считал борьбу против фашистской Германии правильной и необходимой как с точки зрения наименьшего зла, так и из-за того, что союзниками Сталина были западные демократии, которые он явно идеализировал. В целом по своим взглядам Володя был типичным “западником”, но без русофобского элемента, аргументированно критиковал теорию “еврейского” коммунизма, и некоторые из его аргументов мне хорошо запомнились. Например, он резонно указывал, что коммунизм — сверхнациональное явление, порождённое определёнными разрушительными общемировыми идеями, и часто утверждается в тех странах, в которых никаких евреев никогда не существовало (или же влияние их было незначительным), — в Китае, Северной Корее, Вьетнаме, на Кубе…
Запомнилась критика Володей мнимой универсальности марксистских экономических законов. Как он небезосновательно утверждал, на базе почти одинаковых хозяйственных условий могут возникать совершенно различные политические режимы.
Возможно, с высоты нашего времени все эти аргументы могут показаться наивными, но надо помнить о том, что идейное пробуждение общественного сознания после сталинского духовного паралича только началось и такого рода поиски были первыми шагами начавшегося гражданского возрождения. 

## Переводы
- Азимов А.. Бильярдный шар[англ.] // Вокруг света. — 1969. — № 3. — С. 6–13, 33
- Баллард Дж. Г. Минус один[англ.] (иллюстрации И. В. Голицына) // Искатель. — 1969. — № 6. — С. 73–84.
- Воннегут К. Доклад об эффекте Барнхауза[англ.] // Фантастические изобретения. — М.: Мир, 1971. — С. 5–24. - (Зарубежная фантастика)
- Голдинг У. Повелитель мух (иллюстрации С. Г. Прусов)
  - Голдинг У. Повелитель мух // Вокруг света. — 1969. — № 7. — С. 17–28.
  - Голдинг У. Повелитель мух // Вокруг света. — 1969. — № 8. — С. 66–77.
  - Голдинг У. Повелитель мух // Вокруг света. — 1969. — № 9. — С. 64–76.
  - Голдинг У. Повелитель мух // Вокруг света. — 1969. — № 10. — С. 66–77.
  - Голдинг У. Повелитель мух // Вокруг света. — 1969. — № 11. — С. 64–77.
- Джейкобсон Д.[англ.]. Король алмазных полей (иллюстрации И. В. Голицына) // Вокруг света. — 1968. — № 6. — С. 2–11.
- Клути С. Интерлюдия (иллюстрации В. С. Чернецова) //  Вокруг света. — 1967. — № 12. — С. 64–70.
- Мейлер Н. Ставка на небеса (иллюстрации Г. Г. Филипповского)
  - Ставка на небеса // Вокруг света. — 1968. — № 11. — С. 64-74.
  - Ставка на небеса // Вокруг света. — 1968. — № 12. — С. 64–73.
- Тарбер Дж. Волшебное «О»[англ.] (иллюстрации И. Галанина) // Пионер. — 1970. — № 8. — С. 64–71.
- Фицджеральд Ф. С. Военные бэби (иллюстрации В. С. Чернецова) // Вокруг света. — 1967. — № 1. — С. 29–32.